# Thomas Augustinussen
Thomas Augustinussen (Svendborg, 20 marzo 1981) è un ex calciatore danese, di ruolo centrocampista.

## Carriera
Cresciuto nelle giovanili dell'Aalborg, è stato promosso in prima squadra nella stagione 1999-2000. È stato anche il capitano nella stagione 2008-2009.
Con il club danese ha collezionato: 219 partite condite da 29 gol in campionato; in totale invece può vantare 283 gettoni e 36 reti.
Il 27 aprile 2009 ha firmato un triennale con il Red Bull Salisburgo.

## Palmarès

### Club

#### Competizioni Nazionali
- Campionato danese: 1

Aalborg BK: 2007-2008
- Campionato austriaco: 1

Red Bull Salisburgo: 2009-2010